# Мачије око (филм)
Мачије око (енгл. Cat's Eye) је амерички антолошки хорор филм из 1985. године, режисера Луиса Тига, по сценарију Стивена Кинга са Дру Баримор, Џејмсом Вудсом, Робертом Хејзом, Аланом Кингом и Кенди Кларк у главним улогама.
Централни лик филма, који повезује 3 приче Стивена Кинга на којима на направљен сценарио, је мачак Генерал, који путује од града до града и постаје сведок застрашујућих прича, да би на крају спасао малу девојчицу по имену Аманда.
Филм је добио претежно позитивне критике и зарадио нешто више од 13 милиона долара са дупло мањим буџетом.
Интересантно је да се у филму појављују и ликови из других филмова рађених по Кинговим романима, као што су Куџо и Кристина.

## Радња
Након што га замало прегази Кристина, мачак (касније прозван Генерал) успева да побегне од Куџа у комби који развози робу и који га одбацује до Њујорка. Док шета улицама, мачка ухвати помоћник власника компаније Квитерс, која „помаже” људима да престану са пушењем. Међутим, компанија заправо уцењује своје клијенте да не пуше, јер ће им у супротном повредити чланове породице.
Након што побегне из собе за експерименте, мачак трајектом путује до Атлантик Ситија, где га усваја богати бизнисмен Креснер. Он уцени бившег тенисера Џонија Нориса, са којим га супруга вара, да мора да пређе преко уске избочине на последњем спрату његове зграде, јер уколико то не уради предаће полицији његов ауто у који је ставио дрогу. Норис успева да пређе преко избочине, али уместо да одржи своје обећање и пусти га да оде са новцем, Креснер му предаје главу своје супругу у торби у којој је требало да буде новац. Пошто уз помоћ мачка дође до пиштоља, Норис натера Креснера да иде преко исте избочине преко које је он ишао, али Креснер врло брзо изгуби равнотежу и пада с велике висине на замљу.
Возом мачак стиже до Вилмингтона и уточиште проналази у дому породице Тачер, где му девојчица Аманда даје име Генерал. На крају филма мачак спасава девојчицу од трола који је покушавао да јој украде дах.

## Улоге
| Глумац         | Улога            |
| -------------- | ---------------- |
| Мачак          | Генерал          |
| Дру Баримор    | Аманда Тачер     |
| Џејмс Вудс     | Дик Морисон      |
| Роберт Хејз    | Џони Норис       |
| Кенди Кларк    | Сали Ен Тачер    |
| Алан Кинг      | др Вини Донати   |
| Мери Дарси     | Синди Морисон    |
| Дру Баримор    | Алиша Морисон    |
| Џејмс Нотон    | Хју Тачер        |
| Кенет Макмилан | Креснер          |
| Џејмс Ребхорн  | пијани бизнисмен |
| Чарлс Датон    | Дом              |
| Мајк Стар      | Даки             |